# Давид, Жером
Жером Давид (фр. Jérôme David; около 1605, Париж — 1670, Рим) — французский гравёр и рисовальщик.
До 1623 года жил и творил в Париже, позже переехал в Рим, где работал до смерти в 1670 году. Автор гравюр с преимущественно религиозными сюжетами, воспроизводящими произведения Гверчино (1591—1666), Гвидо Рени (1575—1642), Камилло Прокаччини (1561—1629) и других мастеров. Жером Давид известен тем, что гравировал многочисленные работы итальянского архитектора Джованни Баттиста Монтано (1534—1621).
Несколько портретов гравёра хранятся в собрании Национальной библиотеке Франции.

## Галерея

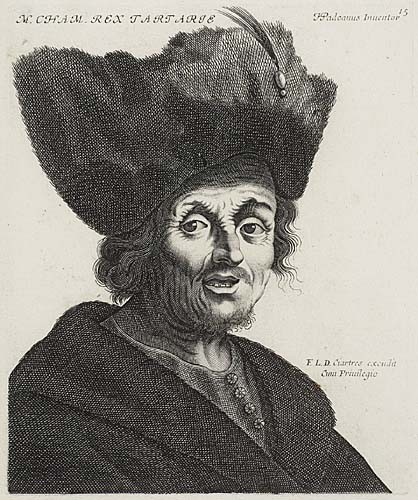
Гравюра головы мужчины (Король Тартарии)
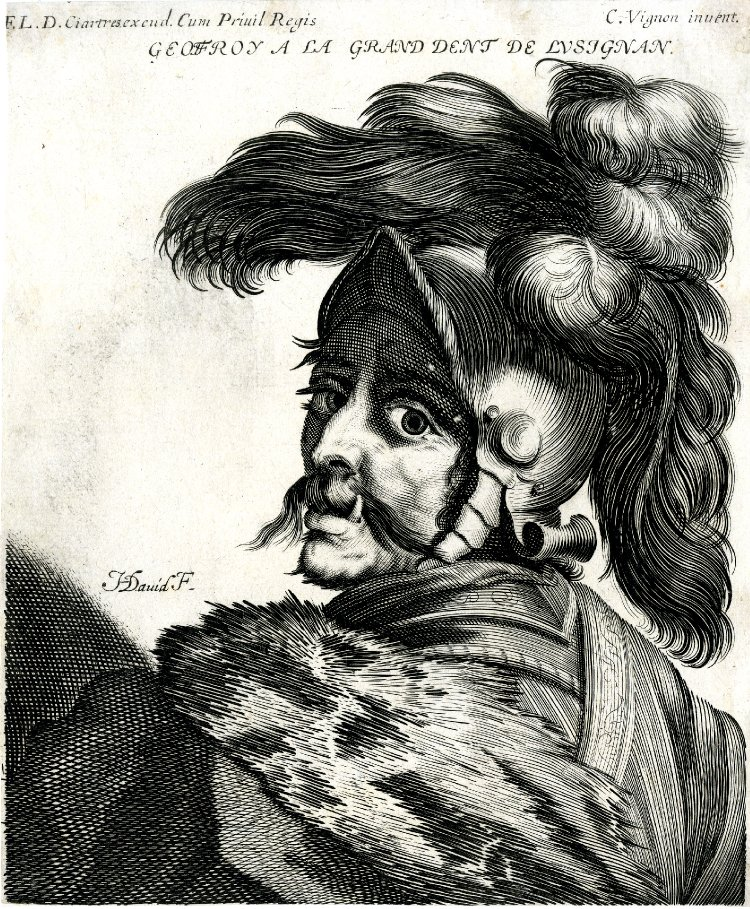
Жоффруа I Лузиньян, гравюра Жерома Давида по рисунку Клода Виньона
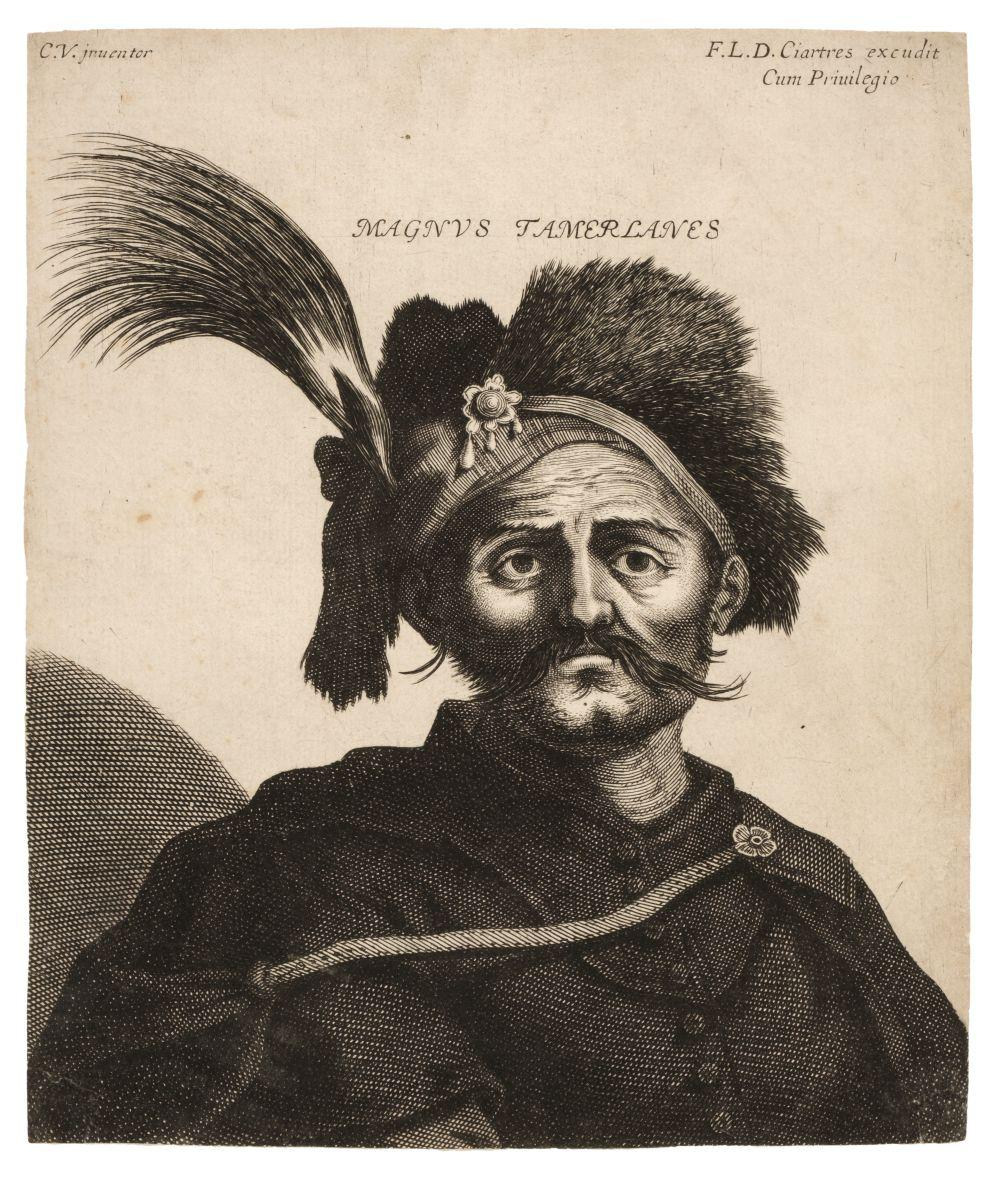
Тимур